# William Austin
Pour les articles homonymes, voir Austin.
William Austin (né le 12 juin 1884, à Georgetown, en Guyane britannique (actuellement Guyana) et mort le 15 juin 1975 à Newport Beach, en Californie) est un acteur britannique du cinéma américain. C'est le frère d'Albert Austin.

## Filmographie partielle
- 1922 : Handle with Care de Phil Rosen
- 1923 : Ruggles of Red Gap de James Cruze
- 1924 : Amour, Amour ! (In Love with Love) de Rowland V. Lee
- 1925 : The Best People de Sidney Olcott
- 1925 : The Fate of a Flirt de Frank R. Strayer
- 1925 : Raymond ne veut plus de femmes (The Night Club) de Paul Iribe et Frank Urson
- 1926 : West of Broadway de Robert Thornby
- 1926 : Étoile par intérim (Her Big Night) de Melville W. Brown
- 1926 : Les Mésaventures de Jones (What happened to Jones) de William A. Seiter
- 1927 : Le Coup de foudre (It) de Clarence G. Badger et Josef von Sternberg
- 1927 : Le Prince aux gondoles (Honeymoon Hate) de Luther Reed
- 1927 : The World at Her Feet de Luther Reed
- 1927 : Ritzy réalisé par Richard Rosson
- 1927 : Maison à louer (Duck Soup) de Fred Guiol
- 1927 : L'École des sirènes (Swim Girl, Swim) de Clarence G. Badger
- 1927 : Compromettez-moi (Silk Stockings) de Wesley Ruggles
- 1928 : La Belle aux cheveux roux (Red hair) de Clarence G. Badger
- 1928 : Jeunesse triomphante (Drums of Love) de D. W. Griffith
- 1928 : Quelle nuit ! (What a Night!) de A. Edward Sutherland
- 1928 : The Fifty-Fifty Girl de Clarence G. Badger
- 1929 : The Mysterious Dr. Fu Manchu de Rowland V. Lee
- 1929 : Grande Chérie (Sweetie) de Frank Tuttle
- 1929 : The Marriage Playground de Lothar Mendes
- 1930 : Paramount on Parade
- 1930 : The Man from Blankley's de Alfred E. Green
- 1930 : The Return of Dr. Fu Manchu de Rowland V. Lee
- 1930 : Along Came Youth de Lloyd Corrigan et Norman Z. McLeod
- 1930 : Let's Go Native de Leo McCarey
- 1932 : Maison de tout repos (County Hospital) de James Parrott
- 1933 : La Vie privée d'Henry VIII (The Private Life of Henry VIII) de Alexander Korda
- 1933 : Alice au pays des merveilles (Alice in Wonderland) de Norman Z. McLeod
- 1934 : Franc Jeu (Gambling Lady) d'Archie Mayo
- 1934 : La Joyeuse Divorcée (The Gay Divorcee) de Mark Sandrich
- 1934 : Images de la vie (Imitation of life) de John M. Stahl
- 1935 : 1,000 Dollars a Minute d'Aubrey Scotto
- 1936 : L'Affaire Garden (The Garden Murder Case) d'Edwin L. Marin
- 1937 : Dans les mailles du filet (Renfrew of the Royal Mounted) de Albert Herman
- 1938 : Doctor Rhythm de Frank Tuttle
- 1938 : M. Moto dans les bas-fonds (Mysterious Mr. Moto) de Norman Foster
- 1938 : Fantômes en croisière (Topper Takes a Trip) de Norman Z. McLeod
- 1939 : Les Aventures de Sherlock Holmes (The Adventures of Sherlock Holmes) d'Alfred L. Werker
- 1941 : La Marraine de Charley (Charley's Aunt) d'Archie Mayo
- 1943 : Batman (The Batman ou An Evening with Batman and Robin) : Sérial américain de 15 épisodes de Lambert Hillyer. Joue Alfred Pennyworth
- 1943 : Deux grains de beauté (Holy Matrimony) de John M. Stahl
- 1943 : Le Retour du vampire (en) (The Return of the Vampire) de Lew Landers
- 1944 : Étrange Histoire (Once Upon a Time) d'Alexander Hall
- 1944 : Le Grand National (National Velvet) de Clarence Brown
- 1945 : She Wouldn't Say Yes d'Alexander Hall
- 1946 : La Course au bonheur (Sweetheart of Sigma Chi)
- 1955 : An Annapolis Story de Don Siegel